# Gliese 436
Gliese 436  é uma estrela anã vermelha localizada na constelação de Leão. Foi descoberta em 2004 por R. Paul Butler e Geoffrey Marcy a existência de um planeta que a orbita, chamado Gliese 436b.
| Principais informações |                              |
| ---------------------- | ---------------------------- |
| Gliese 436             | Nome da estrela              |
| Gliese 436b            | Planeta que orbita a estrela |
| Leão                   | Constelação                  |

1. ↑  «Gliese 436b, The Planet of Burning Ice». Astronaut (em inglês). 23 de julho de 2015. Consultado em 23 de maio de 2016
2. ↑  «The Strangest Exoplanet Ever is Made of Hot Ice». Futurism (em inglês). 10 de outubro de 2013. Consultado em 23 de maio de 2016